# Thomas Jefferson
Thomas Jefferson (født 13. april 1743, død 4. juli 1826) var USA's 3. præsident, 1801-1809.
Han var kendt som visionær reformator – og opfinder, landmand, musiker og videnskabsmand og var en fremtrædende repræsentant for oplysningstidens dannelsesideal, der med andre skrev Uafhængighedserklæringen.
Jefferson blev hurtigt kendt for sine visioner om individets rettigheder, der i store træk kom til at kendetegne den nye amerikanske nation.

## Biografi
Thomas Jefferson blev født den 13. april 1743 klokken 14.00 i Virginia som tredje barn, ud af 10.[kilde mangler] Faderen, Peter Jefferson, var en velhavende plantageejer og landmåler. Thomas voksede op på sin fars tobaksplantage med sin mor, Jane Randolph Jefferson, i en stor søskendeflok. Her modtog han privatundervisning og viste tidligt store evner for at tilegne sig viden og færdigheder, som han senere i livet benyttede sig af.[kilde mangler]
Ligesom USA's første præsident George Washington blev Jefferson faderløs i en ung alder: Peter Jefferson døde i 1757. Og i lighed med Washington arvede også Thomas Jefferson jord og slaver. Men i stedet for at koncentrere sig om at drive plantagen, indledte han i 1760 studier ved College of William and Mary.
Her viste Jefferson især interesse for de klassiske videnskaber som sprog, naturvidenskab, filosofi, litteratur og geologi og han blev optaget i en kreds af intellektuelle middagsvenner, der talte flere af Virginias ledere. Jefferson ejede en fornem vinkælder, der angiveligt rummede flasker, der sælges på auktioner i dag.
Han døde samme dag som USA's anden præsident, John Adams (4. juli 1826).

## Slaveejeren Jefferson
Jefferson var en af "The Founding Fathers" og en af mændene bag uafhængighedserklæringen med afsnittet om "at alle mennesker er skabt lige ... og at de af deres Skaber har fået visse umistelige rettigheder, heriblandt retten til liv, frihed og stræben efter lykke". 
Disse tanker er i eftertiden blevet sammenstillet med, at Jefferson ejede flere hundrede slaver og af fik seks uægte børn med en af dem, Sally Hemings.[kilde mangler] Jefferson forblev slaveejer til sin død og skulle ved flere lejligheder have udtrykt sig som: "Jeg vil derfor driste mig til at fremsætte den midlertidige hypotese, at de sorte, uanset om de oprindeligt har udgjort en særlig race, eller tiden og omstændighederne har gjort dem til en sådan, er de hvide underlegne såvel fysisk som intellektuelt"
Han var yderligere til sine dages ende af den mening, at Amerikas oprindelige indbyggere, indianerne, var mindreværdige, der enten skulle deporteres eller udryddes.